# Julia Kristeva
Julia Kristeva (en bulgare : Юлия Кръстева, Yuliya Krasteva), née le 24 juin 1941 à Sliven en Bulgarie, est une philologue, universitaire, psychanalyste et écrivaine française d'origine bulgare. Elle est professeure émérite de l'université Paris-Cité. 

## Biographie
Née en 1942, Julia Kristeva est la fille d'un comptable dans l'administration de l'Église et d'une mère qui avait suivi des études de biologie. Elle a une petite sœur, Ivanka. Elle étudie dans une école maternelle française religieuse, bientôt interdite par les autorités communistes, puis à l'école communale, tout en continuant de fréquenter l'Alliance française. Venant d'une famille non communiste, elle n'a pas le droit de porter le drapeau à l'école et doit renoncer aux études d'astronomie qu'elle envisage alors à Moscou mais, puisqu'elle parle français, elle sert comme interprète lors de la visite de dignitaires du PCF en Bulgarie, comme Waldeck Rochet. Comme tous les élèves, Julia Kristeva appartient aux Jeunesses communistes ; elle écrit par ailleurs dans le quotidien universitaire Jeunesse populaire.
Grâce à ses connaissances en littérature française, elle vient à Paris en 1965 avec une bourse du gouvernement français,.
En 1969, elle soutient une thèse doctorale sous la direction de Lucien Goldmann, publiée l'année suivante sous le titre Le Texte du roman. Approche sémiologique d'une structure discursive transformationnelle. En 1973, elle soutient un doctorat d'état, publié l'année suivante sous le titre de La Révolution du langage poétique. Elle fait une carrière universitaire, devenant professeure à l'université Paris-Diderot et fondatrice du centre Roland Barthes. Elle est membre de l'Institut universitaire de France de 2000 à 2010. Elle a donné des enseignements en sémiologie à l'université d'État de New York.
Elle est psychanalyste, membre de la Société psychanalytique de Paris depuis 1987, puis membre titulaire depuis 1997.

### Engagements institutionnels et associatifs
De 1971 à 1977, elle partage l'engagement maoïste de Philippe Sollers et de la revue Tel Quel. En février 1978, elle fait partie des membres fondateurs du Comité des intellectuels pour l'Europe des libertés.
En 2003, elle fonde avec le professeur Charles Gardou, le Conseil national du handicap (CNH) qui a pour but de sensibiliser, former et informer la population sur les différents handicaps et leurs prises en charge. Le 20 mai 2005, seront organisés par le CNH les premiers États généraux du handicap à l'UNESCO. Le but de cette journée qui a réuni plus de 1 800 personnes, était d'engager la société civile à trouver des solutions pour améliorer la vie et l'insertion des personnes en situation de handicap autour de huit thématiques : 
1. Vie autonome et citoyenne.
2. Vie, santé, éthique et déontologie.
3. Vie affective, familiale et sexuelle.
4. Vie professionnelle.
5. Vie scolaire.
6. Vie artistique et culturelle.
7. Vie sportive et loisirs.
8. Vie et dignité et grande dépendance.

Les résultats de cette journée seront publiés dans un livre blanc.
En 2008, elle a créé, à l’occasion du 100e anniversaire de la naissance de Simone de Beauvoir, le prix Simone de Beauvoir pour la liberté des femmes, récompensant l’œuvre et l’action de personnes qui contribuent à promouvoir la liberté des femmes dans le monde.
En 2011, Julia Kristeva est « l'une des quatre personnalités non croyantes conviées, jeudi 27 octobre, à Assise (Italie) par le pape Benoît XVI » dans le cadre des Rencontres d'Assise.

### Activités de recherche et littéraires
Julia Kristeva a publié plus d’une trentaine d’ouvrages, notamment sur les écrivains et intellectuels de sexe féminin. Son œuvre a une influence sur le féminisme international contemporain.
Elle participe à la revue d'avant-garde Tel Quel fondée par Philippe Sollers en collaborant dans ce groupe avec Michel Foucault, Roland Barthes, Jacques Derrida, Jean-Louis Baudry, Jean-Pierre Faye, Marcelin Pleynet, Jean Ricardou, Jacqueline Risset, Denis Roche, Umberto Eco, Pierre Rottenberg, Jean Thibaudeau et Philippe Sollers.
Dès son premier livre, Sèméiôtikè. Recherches pour une sémanalyse (1969), Julia Kristeva s'interroge sur le surgissement du texte littéraire ou poétique à l'intérieur du champ historique et social, c'est-à-dire aussi à l'intérieur du langage, mais travaillant contre lui, voulant le transformer. Structuralisme, matérialisme historique, psychanalyse : autant d'épistémès jusque-là restées ignorantes les unes des autres et au carrefour desquelles Julia Kristeva situe, dans les années 1960-1970, sa réflexion théorique sur le langage et l'écriture.
Dans ce contexte, et influencée par Mikhaïl Bakhtine, Julia Kristeva introduit en 1966, la notion d'intertextualité en France qui deviendra par la suite une notion fondamentale dans l'analyse littéraire en proposant la définition suivante : « […] tout texte se construit comme mosaïque de citations, tout texte est absorption et transformation d'un autre texte. A la place de la notion d'intersubjectivité s'installe celle d'intertextualité, et le langage poétique se lit, au moins, comme double ».
Déplaçant les savoirs linguistiques et sémiologiques dans un nouvel espace de référence, Sèméiôtiké (1969) pose les concepts fondamentaux de cette théorie, lesquels seront repris, précisés et complétés dans la première partie de La Révolution du langage poétique (1974) et mis à l'épreuve de l'analyse littéraire dans la seconde partie de ce livre, consacrée aux écritures de Lautréamont et Mallarmé. S'inspirant du dialogisme bakhtinien, Kristeva conçoit l'analyse du texte à la lumière de son intertexte. Le texte redistribue la langue, il est le champ même de cette redistribution.
En 2014, elle est la rédactrice en chef d'un jour du quotidien L'Humanité, à l'occasion de la journée internationale des droits des femmes.
Julia Kristeva est la présidente du Prix du livre politique.

### Vie privée
En 1967, elle se marie avec Philippe Sollers, le couple a un fils, né en 1975.

## Présentation de l’œuvre

### Langage et sémiotique
Sa pensée et son œuvre se situent à la traversée des frontières, s'inscrivant dans un courant de la culture européenne, qui va de Saint Augustin, pour qui la seule patrie, c'est le voyage (In via in patria), jusqu’à Freud, dont elle rappelle la formule « Là où c'était, je dois advenir ». Comme le souligne Roger-Pol Droit, « une certaine forme de migration serait donc essentielle à la pensée, dans sa forme collective comme dans son évolution individuelle ». C'est le cas de ses premières œuvres, dont Sèméiotikè livre qui suscite un article de Roland Barthes publié en 1970 dans La Quinzaine littéraire, qu'il intitule « L'Étrangère », pour décrire sa démarche en ces termes : « Julia Kristeva change la place des choses : elle détruit toujours le dernier préjugé, celui dont on croyait pouvoir se rassurer et s’enorgueillir ; ce qu’elle déplace, c’est le déjà-dit, c’est-à-dire l’insistance du signifié. » Dans son analysé de ce livre, Barthes souligne que les concepts élaborés par Kristeva et les objets de son analyse ont en commun d'être « marqués d'une mobilité exorbitante » qui caractérise une grande partie de son œuvre. Dans La Révolution du langage poétique (1974), elle développe la théorie du processus producteur de sens dans le langage, composé selon elle, de deux éléments concourants, le symbolique et le sémiotique, en interrogeant les relations entre le langage et le corps vivant. Dans son livre suivant, Polylogue (1977), elle poursuit cette analyse de diverses pratiques de symbolisation, de la plus simple, la langue, en passant par la peinture de la Renaissance (Giotto, Bellini) et la littérature moderne (Artaud, Joyce, Céline, Beckett, Bataille, Sollers), jusqu’à leurs approches par la sémiotique et la psychanalyse.

### Littérature et psychanalyse
Après différentes participations à des ouvrages collectifs (La Traversée des signes, 1975, et Folle Vérité, 1979), Kristeva semble opter pour un nouvel axe de réflexion, moins scientifique et plus « philosophique », en publiant trois ouvrages centrés chacun sur un thème particulier : l'abjection, Pouvoirs de l'horreur (1980), l'amour, Histoires d'amour (1983) et la dépression, Soleil noir, dépression et mélancolie (1987). Dans cette trilogie elle s'appuie sur les œuvres littéraires, ainsi que sur des récits de ses patients, en cherchant à problématiser ce qui met le sujet en péril. Dans Pouvoirs de l'horreur. (1980), la seconde partie est consacrée à l'écriture de Céline. À la croisée du sémiotique et du symbolique, l’expérience esthétique représente pour Kristeva une source de questionnements tant pour la théorie que pour la pratique analytique. Expérience psychanalytique et littéraire se côtoyant et s'interférant, le texte littéraire n'est pas selon elle seulement un objet hétérogène auquel « s'appliquent » artificiellement des concepts psychanalytiques mais elle cherche à explorer l'écriture de Céline, d'Artaud, de Proust ou de Colette, à travers une écoute d'analyste, dans ce que Kristeva appelle « le substrat infrasignifiant de la langue », c'est-à-dire les latences infantiles, d'ordre sémiotique, qui se donnent à lire — et à interpréter — dans la langue littéraire. Cette démarche se poursuit dans l'analyse du temps sensible dans l'œuvre de Proust, où pour Kristeva seule l'expérience romanesque « dévoile la vérité du sens et du sensible », en découvrant « sous l'Absolu le jeu des intrigues, l'ambiguïté des caractères et l'immersion des signes dans les sensations ».

### Les Nouvelles Maladies de l’Âme
En 1988, Julia Kristeva publie Étrangers à nous-mêmes,
consacré aux thèmes de la migration, de l'exil et de l'altérité. Faisant suite à cet essai, Les Nouvelles Maladies de l’Âme, tente de définir les spécificités nouvelles des patients d’aujourd’hui ainsi que l'ensemble des images médiatiques, qui aplanissent les différences et les émotions, produisent également une uniformisation de l’âme ou de la psyché. Kristeva affirme que « les nouvelles maladies de l’âme sont les difficultés ou des incapacités de représentations psychiques qui vont jusqu’à mettre à mort l’espace psychique ».

« Pressés par le stress, impatients de gagner et de dépenser, de jouir et de mourir, les hommes et les femmes d’aujourd’hui font l’économie de cette représentation de leur expérience qu’on appelle une vie psychique… L’homme moderne est en train de perdre son âme. Mais il ne le sait pas, car c’est précisément l'appareil psychique qui enregistre les représentations et leurs valeurs signifiantes pour le sujet. »

— Les Nouvelles Maladies de l’Âme, p. 122
Kristeva poursuit cette problématique dans Sens et non-sens de la révolte, pouvoirs et les limites de la psychanalyse, publié en 1996, en posant la question si face à la culture « show » ou « entertainment » il est possible de bâtir et d'aimer une culture-révolte ? C'est-à-dire ni « une nouvelle version de l'engagement », ni « une promesse paradisiaque », mais, au sens étymologique et même proustien de la révolte : dévoilement, retournement, déplacement, reconstruction du passé, de la mémoire et du sens.

### Réflexion sur le féminin
Entre 1999 et 2002, Kristeva publie la trilogie Le Génie féminin: la vie, la folie, les mots, consacrée à trois femmes du XXe siècle — Hannah Arendt, Melanie Klein et Colette, où elle se dissocie du « féminisme massificateur » et insiste sur l'irréductible singularité de chaque sujet. Sans ignorer la différence sexuelle, Julia Kristeva explore l'économie libidinale et psychique spécifique au sujet féminin, non pour cerner une illusoire identité féminine — question héritée du XIXe siècle, qui a trouvé sa pleine expression au XXe siècle, et qui, selon elle, est désormais obsolète —, mais pour dépasser l'enfermement dans les catégories sexuelles et ouvrir, via l'interrogation des identités, à la question de la singularité de chacun. La réflexion de Kristeva sur le féminin part en effet de la conviction que l'ultime aboutissement des droits de l'homme et de la femme n'est autre que l'idéal formulé par Duns Scot et que l'époque contemporaine a désormais les moyens de réaliser: l'attention portée à l'hecceitas.
En octobre 2011, Lacan Quotidien et l'École de la cause freudienne invitent Kristeva à prendre la parole lors du Forum des femmes. Elle y aborde l’islam sous l’angle de la question du féminin et de la liberté individuelle. Elle s’appuie sur le cas de Rafah Nashed, psychanalyste syrienne emprisonnée sous le régime de Bachar el-Assad. Kristeva présente la psychanalyse comme un outil d’émancipation contre les régimes autoritaires et l’intégrisme religieux, notamment l'islamisme, et soutient que la religion musulmane peine à s’adapter à la modernité.

### Des Chinoises
Publié en 1974, Des Chinoises a été critiqué notamment dans le cadre des études postcoloniales, certains analystes y décelant des stéréotypes orientalistes et essentialistes. Ainsi, la théoricienne de la littérature Gayatri Chakravorty Spivak souligne la présence dans ce livre « de généralisations vraiment incroyables au sujet de l’écriture chinoise ». Selon Rey Chow, théoricienne du postcolonialisme, J. Kristeva a tendance à « vénérer les indigènes comme des objets muets » ; s'il est vrai que J. Kristeva a voulu proposer dans cet ouvrage une critique du discours occidental, elle en a reproduit certains mécanismes ; Kristeva aurait présenté notamment la culture chinoise comme une culture « féminine », tombant ainsi dans le piège d'une représentation essentialisante de l'autre. Plus modérée dans son appréciation, la spécialiste de l'ethnicité Lisa Lowe (en) affirme que « la “Chine” de Kristeva diffère des textes orientalistes des XIXe et XXe siècles, du fait que les différentes figures orientalistes qu’elle développe sont censées représenter des ruptures avec l’idéologie colonialiste ».

### Romans
En 2004, Kristeva publie le roman Meurtre à Byzance, un polar historique et métaphysique, où à travers une sombre histoire de meurtres en série, et un cheminement sur les traces d'Anne Comnène, princesse byzantine et historienne, elle aborde le sujet de l'immigration, du déracinement et de la perte d'identité dans un voyage vers l'innommable.
Entre récit et traité, le roman Thérèse mon amour paraît en 2008, et s'inscrit dans la suite des biographies que Julia Kristeva, sous le titre Le Génie féminin, a consacrées à Hannah Arendt, Mélanie Klein et Colette. Il s'agit d'un récit de la vie de Thérèse d'Avila avec de multiples échos entre ce que Thérèse a vécu au XVIe siècle et le surgissement du continent religieux aujourd’hui, où Kristeva cherche à faire renaître au présent l'énigme de l'expérience intérieure de la sainte.
La pensée du temps entre la réalité à la fiction est le thème de son sixième roman L'Horloge enchantée, publié en 2015, où elle met en scène des personnages appartenant à des époques différentes, qui ont en commun le fait d'éprouver le temps et dialoguent avec l'horloger du château de Versailles, Claude-Siméon Passemant autour de sa pendule astronomique.

## Controverses

### Position à l'égard du maoïsme
En 1974, elle se rend en Chine avec Philippe Sollers, François Wahl, Marcelin Pleynet et Roland Barthes, à l'invitation du gouvernement chinois. Elle publie à son retour sous le titre Des Chinoises un livre s'interrogeant sur l'altérité de la Chine à travers des portraits de femmes chinoises. Selon Guy Sorman ce livre est élogieux au sujet de Mao Zedong qui, selon les écrits de Kristeva, « a libéré les femmes » et « résolu la question éternelle des sexes. » Alors que prend fin la révolution culturelle, toujours selon Sorman, elle aurait affirmé n'avoir « constaté aucune violence ». Ces citations non sourcées que lui attribue Sorman ne se trouvent pourtant pas dans les écrits de Kristeva. À la fin de son livre, elle souligne la féminisation des postes de pouvoir introduite par Mao : « Lorsque Mao lance, dans la Révolution culturelle, les femmes après les étudiants, et lorsqu'on met aujourd'hui les femmes aussi au poste de commandement, ne serait-ce pas pour signaler que le pouvoir dans une société n'est pas à abolir (ce qui serait non-sens ou poésie : un tout autre problème), mais qu'il n'a pas à être confisqué par sa représentation qui le fige ? ».
Selon Thierry Wolton, Julia Kristeva est la plus « dithyrambique » des cinq voyageurs. « Son maoïsme teinté de féminisme y a trouvé son compte ». Il cite la conclusion de son livre Des Chinoises « La voie est prise, en Chine, pour un socialisme sans Dieu et sans Homme ». Julia Kristeva voit dans le statut des Chinoises l'avenir de la condition féminine : une femme travailleuse libre, une femme mère épanouie, une femme émancipée ».
Cependant, dès 1971, l'écrivain Simon Leys (dans Les Habits neufs du président Mao), a révélé à l'Occident les massacres de la révolution culturelle ; en 1974, le goulag chinois est plein de prisonniers… et de prisonnières.
Selon Viviane Forrester le livre de Kristeva n’est nullement maoïste et ne fait aucun éloge de Mao ; elle observe que « Des Chinoises révèle une écriture neuve, éclatée, essentiellement subjective et féminine, par où passe un flux poétique invisible. Dans cette Chine dont on peut seulement mesurer la distance, Kristeva trouve un point de rencontre : cette étrangeté des femmes ici et là, à leur propre culture, à leurs civilisations ». Dans sa thèse de doctorat Le voyage en Chine de Tel Quel et de Roland Barthes (1974). Enjeux, embûches, enseignements, l'universitaire Qingya Meng note au contraire que « l’approche idéologique de l’auteure consiste à montrer les apports bénéfiques du communisme pour améliorer la condition des femmes (…) Elle estime que non seulement les femmes chinoises sont intégrées à tous les échelons de la vie politique et donc à la construction du projet socialiste, mais grâce au communisme de Mao, elles sont libérées des fortes traditions morales et sociales qui pèsent sur elles depuis l’époque ancienne ».
Tel Quel et Julia Kristeva prendront leurs distances avec le maoïsme à la fin de l'année 1976.

### Critique de l'utilisation de termes mathématiques
Parmi ses critiques, les physiciens Alan Sokal et Jean Bricmont, dans Impostures intellectuelles, dénoncent une utilisation de termes techniques mathématiques ou physiques par Kristeva, qui seraient destinés, selon eux, à impressionner un lecteur qui ne possède pas les connaissances permettant de juger du bien-fondé de l'utilisation de ces termes et à « surpasser Lacan pour ce qui est de la superficialité de l’érudition ». Analysant des passages de trois articles, parmi ses premiers, datés des années 1960, ils mettent en évidence ce qui, d'après eux, démontre la méconnaissance des termes mathématiques qu'emploie Julia Kristeva. Pour Dominique Pinsolle, « Sokal et Bricmont estiment que leur jargon scientifique masque au mieux un manque de rigueur dans leurs théories, au pire un véritable charlatanisme ». Dans le journal Le Monde, Jacques Treiner juge que la réponse de Kristeva est une « navrante contre-attaque nationaliste ».
Dans Libération, le biophysicien Vincent Fleury publie un article intitulé « L'escroquerie Sokal-Bricmont », où il juge qu'au lieu d'un livre sérieux Sokal et Bricmont « se contentent de citer des extraits d'ouvrages et de leur appliquer des jugements comme « ridicule », « risible », « perle d'hilarité ». « Nous surprendrons Sokal et Bricmont en flagrant délit de malhonnêteté. De deux choses l'une, ou bien Sokal et Bricmont ne savent pas lire, ou bien ils extraient à dessein des phrases de leur contexte dans le but de ridiculiser un auteur à peu de frais. S'agissant de Julia Kristeva, ils déterrent un texte ancien et donnent ainsi l'impression que l'essentiel de l'œuvre de cet auteur tourne autour de formalisations. Cela fait hausser les épaules de toute personne bien informée ».
Julia Kristeva répond à la polémique dans un article du Nouvel Observateur, où elle affirme que « les sciences humaines, et tout particulièrement l’interprétation des textes littéraires et l’interprétation analytique, n’obéissent pas seulement à la logique des sciences exactes. Elles n’« appliquent » pas toujours ces « modèles », mais les empruntent, les exportent et les font travailler comme des « traces », qui se modifient dans un « transfert » entre sujet et objet, interprète et données. À l’intérieur de cette économie, l’élément emprunté cesse d’être précisément un modèle, pour se transformer, se déplacer, s’appauvrir ou s’enrichir ».

### Espionnage
Le 1er avril 2018, The New York Times publie un article sur les relations de Julia Kristeva et les services d'espionnage bulgares, ce qu'elle nie fortement,,. En mars 2018, la commission bulgare qui identifie les personnes qui avaient travaillé pour les services secrets de l'ère communiste annonce que Kristeva, sous le nom de code « Sabina », aurait été collaboratrice du premier département du Comité pour la sécurité de l'État. Le département supervisait le renseignement dans le domaine des arts et des médias,. Elle aurait collaboré avec les services de renseignement bulgares entre 1970 et 1973, étant « définitivement exclue de l'appareil de collaboration début 1973 », selon les documents rendus publics. Un des documents conservés dans le dossier intitulé Inventaire des sommes dépensées par Sabina, marqué « Top secret ! », indique qu'il n'y a aucune somme, ni rémunération, ni dépense, et constitue juste un formulaire vierge. Julia Kristeva réagit en déclarant que cette allégation n'est « pas seulement grotesque et fausse », mais « diffamatoire » et que « cette manipulation est tissée de ragots rapportés et de pseudo-sources médiatiques surinterprétées, sans aucune valeur probatoire dans cette farce pénible. Plus encore, le crédit que l’article accorde à des informations archivées dans un bâtiment stalinien, participe — et je m’en effraye — à la perpétuation sans complexe de ces méthodes totalitaires ». Le journaliste bulgare, Christo Christov, spécialiste des archives de la Sécurité d'État en Bulgarie communiste, a proposé une lecture documentée et comparative du dossier « Sabina », avec des précisions sur la loi bulgare. L’historienne Sonia Combe, ayant travaillé sur les archives secrètes bulgares et celles de la Stasi, publie un article dans Le Monde à ce sujet où elle affirme que « l’accusation de collaboration avec les services de renseignement bulgares sous le communisme portée contre Julia Kristeva devrait nous remettre en mémoire les difficultés que présente l’interprétation d’un dossier de police, qui plus est quand il émane d’une police politique. L’aura de l'archive policière est telle qu'on en oublie qu'elle peut être aussi source de désinformation ».

## Œuvres

### Essais linguistique et littérature
- Le Langage, cet inconnu. Une initiation à la linguistique, SGPP, 1969 (publié sous le nom Julia Joyaux ; rééd. Seuil, coll. « Points » no 125, 1981)
- Semeiotikê. Recherches pour une sémanalyse, Seuil, 1969
- Le Texte du roman. Approche sémiologique d’une structure discursive transformationnelle, La Haye, Mouton, 1970
- La Révolution du langage poétique. L'avant-garde à la fin du XIXe siècle, Lautréamont et Mallarmé, Seuil, 1974
- La Traversée des signes (ouvrage collectif), Seuil, 1975
- Polylogue, Seuil, 1977
- Le Temps sensible. Proust et l'expérience littéraire, Gallimard, 1994, rééd. coll. « Folio essais », 2000
- Dostoïevski (anthologie), Buchet/Chastel, 2020

### Essais psychanalyse et philosophie
- Folle Vérité (ouvrage collectif), 1979
- Pouvoirs de l'horreur. Essai sur l'abjection, Seuil, 1980
- Histoires d'amour, Denoël, 1983
- Au commencement était l'amour. Psychanalyse et foi, Textes du XXe siècle, Hachette, 1985
- Soleil noir. Dépression et mélancolie, Gallimard, 1987
- Étrangers à nous-mêmes, Fayard, 1988
- Les Nouvelles Maladies de l’Âme, Fayard, 1993
- Pouvoirs et limites de la psychanalyse, Fayard
  - 1. Sens et non-sens de la révolte, 1996
  - 2. La Révolte intime, 1997
  - 3. La Haine et le Pardon, 2005
- L'Avenir d'une révolte, 1998.
- Visions capitales : Arts et rituels de la décapitation, 1998.
- Le Génie féminin, Fayard, rééd. Gallimard, 2003–2004, coll. « Folio essais » :
  - 1. Hannah Arendt, 1999
  - 2. Melanie Klein, 2000
  - 3. Colette, 2002
- Au risque de la pensée, Éditions de l'Aube, 2001
- Cet incroyable besoin de croire, Bayard, 2007
- Le Féminin et le Sacré, 2007 (avec Catherine Clément).
- Seule, une femme, Éditions de l'Aube, 2007
- Beauvoir présente, Fayard, 2016
- "Prélude à une éthique du féminin", Fayard, 2024

### Essais autobiographiques
- Des Chinoises, Éditions des femmes, 1974[61] ; rééd. Pauvert, 2001
- Du mariage considéré comme un des beaux-arts, avec Philippe Sollers, Fayard, 2015
- Je me voyage. Mémoires, entretiens avec Samuel Dock, Paris, Fayard, 2016

### Romans
- Les Samouraïs, 1990
- Le Vieil Homme et les loups, 1991
- Possessions, 1996
- Meurtre à Byzance, 2004
- Thérèse mon amour, récit, Fayard, 2008
- L'Horloge enchantée, Fayard, 2015

### Recueils d’inédits
- La Haine et le pardon, texte établi, présenté et annoté par Pierre-Louis Fort, Fayard, 2005
- Pulsions du temps, texte établi, présenté et annoté par David Uhrig, Fayard, 2013

## Distinctions

### Récompenses
- Docteure honoris causa de la New School University (2003), de l'université de Bayreuth (2000), de l'université Harvard (1999), de l'université Queen Mary de Londres (2011), de l'université de Buenos Aires (2011)[62] et docteur honoris causa en philosophie de l'université de Haïfa (2014)[63].

- 2002 : membre de la British Academy.
- 2009 : membre du jury du prix de la BnF.
- 2004 : prix Holberg[64].
- 2006 : prix Hannah-Arendt[65], remis à Brême.
- 2017 : prix Saint-Simon pour Je me voyage

### Décorations
- 2004 :  Officier de l'ordre national du Mérite[66].
- 2008 :  Officier de la Légion d'honneur[67].
- 2011 :  Commandeur de l'ordre national du Mérite[66].
- 2014 :  Commandeur de la Légion d'honneur[67].
- 2020 :  Grand officier de la Légion d'honneur[68].